# Johannes Loccenius

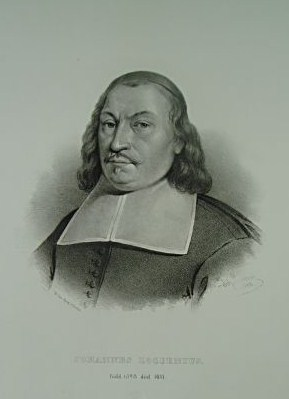
Johannes Loccenius

Johannes Loccenius (* 13. März 1598 in Itzehoe; † 27. Juli 1677 in Uppsala) war ein deutscher Humanist und Jurist.

## Leben und Wirken
Johannes Loccenius war ein Sohn des Kaufmanns Albrecht Locken und dessen Ehefrau Anna, geborene Sommer. Vater und Mutter starben früh nach der Geburt ihres Sohnes. Loccenius ging in Hamburg zur Schule und schrieb sich am 26. März 1616 an der Universität Helmstedt, am 13. Juli 1617 an der Universität Leiden ein. Am 27. Juli immatrikulierte er sich dort erneut mit dem Namen „Johannes Loxenius“. Er studierte angeblich auch in Rostock, wo ein entsprechender Eintrag in der Matrikel fehlt. In Leiden hörte er unter anderem bei Johannes van Meurs.
Nach Studienende ging Loccenius wieder nach Hamburg und lebte dort im Umfeld norddeutscher Späthumanisten wie Lucas Holstenius, Henrich Hudemann und Henricus Vagetius, mit denen er größtenteils seit Jugendzeiten befreundet war. Was er während dieser Zeit tat, ist unbekannt. Am 2. Februar 1622 heiratete er die Bürgerstochter Ursula Tamm. Aus diesem Grund ist davon auszugehen, dass er zu diesem Zeitpunkt einen Beruf mit sicherem Einkommen hatte.
Am 3. August 1624 schrieb sich Loccenius, offensichtlich begleitet von zwei jungen Hamburgern, wieder in Leiden ein und wurde im Jahr darauf zum Dr. jur. promoviert. Aufgrund seines umfangreichen Wissens in den Rechtswissenschaften und der klassischen Literatur folgte er 1625 einem Ruf Johan Skyttes auf den Lehrstuhl für Geschichte der Universität Uppsala. Einige Jahre später wechselte er außerordentlich auf den von Skytte finanzierten Lehrstuhl für Politik und Beredsamkeit (Skytteanische Professur), 1634 dann auf jenen für römisches Recht.
Nach dem Tod seiner Ehefrau im Jahr 1652 heiratete Loccenius am 19. Oktober 1654 in zweiter Ehe Margareta Kietz, die nach 1677 starb. Aus seinen beiden Ehen stammten insgesamt 15 Kinder.
1648 wurde Loccenius zum Universitätsbibliothekar ernannt, wodurch seine Arbeitslast etwas zurückging. Ab 1651 arbeitete er als Reichshistoriograph. 1666 beteiligte er sich als einer der Assessoren im neuen „Antikvitetskollegiums“ und erhielt ab mehrere Jahre Bezüge als Honorarprofessor für schwedisches Recht. Ab 1672 fungierte er als Präses des von Magnus Gabriel De la Gardie begründeten „Antikvitetskollegiums“. In dem Kollegium konnte er nicht viel bewirken.

## Bedeutung
Loccenius war in Schweden sehr erfolgreich und empfand sich nach kurzer Zeit als Bürger des Landes. Er entwickelte sich neben seinem späteren Schwiegersohn Johannes Schefferus zu der bedeutendsten Persönlichkeit der humanistischen Kultur Schwedens seiner Zeit. Er unterrichtete regelmäßig Staatskunde, Geschichte, Beredsamkeit und Recht und publizierte viele wissenschaftliche Arbeiten. Den Höhepunkt seines Schaffens erreichte er in den 1650er Jahren.
Loccenius‘ wichtigste Arbeit entstand im Bereich der schwedischen Geschichte. 1647 veröffentlichte er mit dem „Antiquitatum sveogothicarum libri tres“ eine umfangreiche Darstellung der frühen schwedischen Kulturgeschichte und des Mittelalters. Für die Frühzeit nutzte der Autor bekannte Quellen von Autoren wie Tacitus, Adam von Bremen und Snorri Sturluson. Im Bereich des Mittelalters verwendete er nur schwedische Rechtsquellen, was eine bahnbrechende Wirkung hatte. Er beschrieb umfangreich und kritisch Handel, Verkehr, Rechtswesen, Hochzeiten, Begräbnisse uns andere Volksbräuche und verwendete dafür insbesondere die Gesetze der Landschaften. Außerdem stellte er die Staatsverfassung mit dem schwierigen Wahlkönigtum umfassend dar.
1648 legte Loccenius in der „Synopsis juris“ das seinerzeit gültige schwedische Privatrecht gemäß der justitianischen Institutionen aus. 1650 schrieb er in „De jure maritimo et navali“ über das Seerecht 1651 verfasste er das „Lexicon juris sveo-gothici“. Es enthielt Erläuterungen zu den seinerzeit noch angewendeten mittelalterlichen gesetzlichen Fachbegriffen. 1654 schrieb Loccenius die „Rerum svecicarum historia“, in der er die Geschichte Schweden auf Lateinisch darstellte und sie somit erstmals internationalen Lesern zugänglich machte. Dabei arbeitete er ungewöhnlich kritisch: Er sprach sich gegen die gotische Romantik von Olaus Magnus und Johannes Magnus aus und stellte die Geschichte ab der Einführung des Christentums dar. 1662 gab er eine neue Auflage heraus, in der er die alten Könige der Sagen jedoch ergänzte. Loccenius griff dabei auf zahlreiche gedruckte und nicht gedruckte Quellen zurück.
In späteren Jahren übersetzte Locceinus den Großteil der schwedischen Landschafts-, Land- und Stadtrechte in die lateinische Sprache.
In Lehre und Forschung legte Loccenius einen Schwerpunkt auf das schwedische Staatsrecht, das er in der „Synopsis juris publici svecani“ analysierte. Er hatte die Arbeit um 1640 erstellt, jedoch erst 1673 herausgegeben. Der Autor trat darin für eine Machtteilung ein, bei der das Volk an der Macht zu beteiligen und der König durch die Fundamentalgesetze des Landes beschränkt sei. Während der ersten Jahre an der Universität übernahm er auch alle Vorlesungen in lateinischer Beredsamkeit. Er galt als begabter Redner, der in seinen Lehrveranstaltungen Livius, Cicero und Tacitus behandelte. 1627 schrieb er mit der „Epigrammata sacra et moralia“ eigene emblematische Sinngedichte. In seiner Antrittsrede als Geschichtsprofessor stellte er dar, wie Helden der griechischen und römischen Historie moralische Vorbilder sein könnten und dass Ethik und Geschichte de facto gleichzusetzen seien.
Loccenius erstellte äußert erfolgreiche Schulausgaben der Werke von Curtius Rufus und Cornelius Nepos. Ab 1651 bemühte er sich, Texte für die Suecia antiqua et hodierna von Erik Dahlberg zu gestalten. Dieses Vorhaben stellte er nie fertig.